# 風間効
風間 効（かざま いさを、1945年- ）は、日本の教育者。埼玉県草加市出身。

## 経歴[4]
高校卒業後に民間企業勤務。1968年大学卒業。企業を退職し、76年に公立高校教員。2006年に公立高校を定年退職。
最近の活動；草加市生涯学習市民推進会議委員（09-15）、埼玉県レクレション協会・専門委員（普及委員）（09-11）、高校講師（09－14）、宮沢賢治読書会・学習会主宰（09－）、公益法人日本将棋連盟公認・将棋指導員（10-）、介護施設将棋指導員（10-11）、介護施設囲碁指導員（11-12）、児童館「将棋道場」指導員（11-）、児童館「ふれあい囲碁教室」（12－　）。カルチャーセンター講師（12－13）。新聞広告モニター員（13－14）。NPO法人・学習指導員（13～）、福祉総合センター「将棋教室」（15～）。
所属学会等；日本教育学会、日本高校教育学会、日本教育心理学学会、日本学習社会学会、宮沢賢治学会等。
現在；グロバ教育総合研究所代表、宮沢賢治読書会・学習会主宰、公益法人・日本将棋連盟公認・将棋指導員。

## 著書
- 『高校教育はどう変わるべきか』[6]（ISBN 4-87800-178-X、蝸牛新社、2002）グローバルな視点の包括的高校教育論。
- 『民主主義の内容と解説 増補版』（ISBN 9784901028097、あづま書房、2001）　文部省（現在の文部科学省）発行の『民主主義』の基本的内容。
- 『戦後工業教育の展開』[7]（ISBN 4-901028-01-4、あづま書房、1997）戦後工業教育の展開と工業教育論。
- 『アメリカ公立高校の展開』[8]（ISBN 4-901028-08-1、あづま書房、2005）翻訳書。米国公立高校の教育史と教育改革。
- 『アメリカ公立高校の発展 ダイジェスト版』[9]（ISBN 4-901028-07-3、あづま書房、2004）『アメリカ公立高校の展開』の主要部の全訳と要点。
- 『宮沢賢治の教育入門』[10]（ISBN 4-901028-06-5、あづま書房、2003）賢治教育の入門書。
- 『理想の教育』[11]（ISBN 4-89798-593-5、リーベル出版、1999）宮沢賢治の教育的思想と教育的理想。賢治の教育的理想論。
- 『実践の教育』[12]（ISBN 4-89798-643-5、リーベル出版、2004）宮沢賢治の教育的実践論。
- 『草加のことば帳』[13]（ISBN 4-901028-05-7、あづま書房、2002）
- 『ドリブラー』（ISBN 4-901028-02-2、あづま書房）少年サッカーを指導した実践書。

（以上の著書は国会図書館に所蔵）

## 音声図書（CD及びカセットテープ）
宮沢賢治学習シリーズ『実践の教育』（岩手県立視聴覚障害者情報センター制作）

## 点字図書
宮沢賢治学習シリーズ『実践の教育』1～5巻、2004年（岩手県立視聴覚障害者情報センター制作）